# Maciej Piróg
Maciej Jan Piróg (ur. 19 kwietnia 1955) – polski polityk, lekarz, menedżer, wicewojewoda opolski (1998), wiceminister zdrowia (1999–2000), dyrektor Instytutu Centrum Zdrowia Dziecka (2002–2012), doradca społeczny prezydenta RP ds. zdrowia (2010–2015).

## Życiorys
Ukończył w 1981 studia na Akademii Medycznej we Wrocławiu. W 2001 uzyskał stopień naukowy doktora nauk medycznych na tej uczelni (na podstawie pracy zatytułowanej Zapotrzebowanie na wielokierunkową opiekę medyczną nad dziećmi z wrodzonymi wadami rozwojowymi).
Posiada specjalizacje pierwszego stopnia z pediatrii oraz drugiego stopnia z zakresu organizacji ochrony zdrowia i zdrowia publicznego. W latach 1981–1994 pracował jako lekarz w szpitalu rejonowym w Ozimku, od 1992 do 1997 był opolskim lekarzem wojewódzkim. W 1998 pełnił funkcję wicewojewody opolskiego, a od 1999 do 2000 zajmował stanowisko sekretarza stanu w Ministerstwie Zdrowia w rządzie Jerzego Buzka.
Należał do Unii Wolności, później krótko związany był z Partią Demokratyczną, zasiadał też w radzie programowej Forum Liberalnego.
Od 2002 do 2012 kierował Instytutem Centrum Zdrowia Dziecka w Warszawie. W grudniu 2010 został społecznym doradcą prezydenta Bronisława Komorowskiego ds. zdrowia. Pełnił tę funkcję do sierpnia 2015. W 2018 objął stanowisko dyrektora Kliniki „Budzik”.

## Odznaczenia
- Krzyż Kawalerski Orderu Odrodzenia Polski – 2015[5]
- Złoty Krzyż Zasługi – 2007[6]
- Medal „Milito Pro Christo” – 2017[7]